# A Directory of Important Wetlands in Australia
A Directory of Important Wetlands in Australia est une liste de zones humides d'importance nationale pour l'Australie publiée par le ministère de l'Environnement australien.
Destinée à augmenter la liste des zones humides d'importance internationale en vertu de la convention de Ramsar, la liste était auparavant publiée sous forme de rapport. Il s'agit désormais essentiellement d'une publication en ligne. Les zones humides qui figurent dans le Répertoire sont communément appelées « zones humides DIWA » ou « zones humides du Répertoire ».

## Critères de détermination de l'importance des terres humides
Selon les critères convenus en 1994, une zone humide peut être considérée comme d'importance nationale si elle satisfait à au moins un des critères suivants: 
- C'est un bon exemple d'un type de zone humide présent dans une région biogéographique d'Australie ;
- C'est une zone humide qui joue un rôle écologique ou hydrologique important dans le fonctionnement naturel d'un système/complexe majeur de zones humides ;
- C'est une zone humide qui est importante en tant qu'habitat pour les taxons d'animaux à un stade vulnérable de leur cycle de vie, ou fournit un refuge lorsque des conditions défavorables telles que la sécheresse prévalent ;
- La zone humide abrite 1 % ou plus des populations nationales de tout taxon végétal ou animal indigène ;
- La zone humide abrite des taxons végétaux ou animaux indigènes ou des communautés considérées comme menacées ou vulnérables au niveau national ;
- La zone humide a une importance historique ou culturelle exceptionnelle.

## Types de zones humides
Le répertoire utilise un système de classification composé des trois catégories suivantes (c'est-à-dire A, B et C) qui sont ensuite subdivisées en un total de 40 types de zones humides différents :
- A. Les zones humides marines et côtières, qui se composent de 12 types de zones humides ;
- B. Les zones humides intérieures, qui se composent de 19 types de zones humides ;
- C. Les zones humides artificielles, qui se composent de 9 types de zones humides.